# KBS 2TV 금토 드라마
KBS 2TV 금토 드라마는 KBS 2TV에서 매주 금요일부터 토요일에 방송 중인 미니 시리즈 드라마 프로그램이다.

## 개요
미니 시리즈 드라마 형식으로 방송 중이다.

## 방송 시간
| 방송 채널 | 방송 기간                         | 방송 시간                                           | 방송 분량                                   |
| --------- | --------------------------------- | --------------------------------------------------- | ------------------------------------------- |
| KBS 2TV   | 2015년 5월 15일 ~ 2015년 6월 20일 | 매주 금요일 ~ 토요일 오후 9시 15분 ~ 오후 10시 35분 | 1시간 20분                                  |
| KBS 2TV   | 2017년 6월 2일 ~ 2017년 7월 22일  | 매주 금요일 ~ 토요일 오후 11시 ~ 밤 12시 10분       | 1시간 10분 (1회 당 35분 2회 연속 방송·편성) |
| KBS 2TV   | 2017년 8월 4일 ~ 2017년 11월 18일 | 매주 금요일 ~ 토요일 오후 11시 ~ 밤 12시 10분       | 1시간 10분                                  |

## 프로그램 리스트
- 아래 프로그램은 2002년 11월 이후 시청 가능 연령을 표시하는 드라마 프로그램 등급 제도를 의무적으로 시행하여 현재까지 이어지고 있습니다.
- 2017년 3월 1일부터 TV 프로그램 등급 표시 외에 주제, 폭력성, 선정성, 언어, 모방 위험 등 분류 사유 표시를 의무적으로 시행하고 있습니다.

### 2010년대

#### 2015년
- 《프로듀사》 : 2015년 5월 15일 ~ 2015년 6월 20일

#### 2017년
- 《최고의 한방》 : 2017년 6월 2일 ~ 2017년 7월 22일
- 《최강 배달꾼》 : 2017년 8월 4일 ~ 2017년 9월 23일
- 《고백부부》 : 2017년 10월 13일 ~ 2017년 11월 18일

## 경쟁 프로그램
- MBC 금토 드라마
- SBS 금토 드라마
- TV조선 금토 드라마
- JTBC 금토 드라마
- 채널A 금토 드라마
- MBN 금토 드라마
- tvN 금토 드라마
- ENA 금토 드라마